# Solenopsis ilinei
Solenopsis ilinei es una especie de hormiga del género Solenopsis, subfamilia Myrmicinae.

## Distribución
Esta especie se encuentra en Azerbaiyán.